# Кевенэйтунуп
Кевенэйтунуп — потухший вулкан на водоразделе Срединного хребта, в истоках реки Правая Начики на полуострове Камчатка, Россия.
По морфологии это типичный щитовой вулкан. В географическом плане вулканическое сооружение по форме близка к окружности с диаметром около 6 км, площадь — 22 км², объем изверженного материала 5 км³. Абсолютная высота — 2106 м (2133 м на современных картах), относительная 600 м.
Вершина вулкана венчается тремя шлаковыми конусами, на вершинах которых имеются небольшие кратеры. Состав продуктов извержений представлен базальтами. Деятельность вулкана относится к современному (голоценовому) периоду.
Вулкан входит в группу северного вулканического района, срединного вулканического пояса.